# ユリ・プリルコフ
ユリ・アレクサンドロヴィッチ・プリルコフ（露: Юрий Александрович Прилуков、英: Yury Aleksandrovich Prilukov、1984年6月14日 - ）は、ロシアの男子競泳選手。長水路の自由形を専門とする。
2010年現在で長水路欧州チャンピオンに5度、短水路欧州チャンピオンに8度、世界短水路選手権チャンピオンに5度なっており、3つの欧州記録を保持している。2004年の2004年アテネオリンピックでは400m自由形で6位、1500m自由形で4位につけた。また、2008年北京オリンピックでは400m自由形で7位、1500m自由形で再び4位に入賞した。

## レコード
| 欧州記録          | 欧州記録   | 欧州記録      | 欧州記録       |
| ----------------- | ---------- | ------------- | -------------- |
| 800m自由形        | 7分46秒64  | 2005年7月27日 | モントリオール |
| 1500m自由形       | 14分23秒92 | 2006年4月9日  | 上海           |
| 2008年12月1日時点 |            |               |                |